# Scatopsciara multispinistyla
Scatopsciara multispinistyla är en tvåvingeart som beskrevs av Alam, Gupta och Chaudhuri 1996. Scatopsciara multispinistyla ingår i släktet Scatopsciara och familjen sorgmyggor.
Artens utbredningsområde är Västbengalen (Indien). Inga underarter finns listade i Catalogue of Life.